# UFC Fight Night: Saint Preux vs. Okami
UFC Fight Night: Saint Preux vs. Okami, noto anche come UFC Fight Night 117, è stato un evento di arti marziali miste tenuto dalla Ultimate Fighting Championship il 23 settembre 2017 alla Saitama Super Arena di Saitama, in Giappone.

## Risultati
|                                 | Divisione             |                    |                 |                        | Metodo                                      | Round           | Tempo           | Premio          |
| Card Principale                 | Card Principale       | Card Principale    | Card Principale | Card Principale        | Card Principale                             | Card Principale | Card Principale | Card Principale |
| ------------------------------- | --------------------- | ------------------ | --------------- | ---------------------- | ------------------------------------------- | --------------- | --------------- | --------------- |
|                                 | Pesi mediomassimi     | Ovince Saint Preux | batte           | Yushin Okami           | Sottomissione tecnica (Von Flue choke)      | 1               | 1:50            | POTN            |
|                                 | Pesi paglia femminili | Jéssica Andrade    | batte           | Cláudia Gadelha        | Decisione unanime (30-25, 30-26, 30-27)     | 3               | 5:00            | FOTN            |
|                                 | Pesi leggeri          | Kim Dong-hyun      | batte           | Takanori Gomi          | KO tecnico (pugni)                          | 1               | 1:30            |                 |
|                                 | Pesi mediomassimi     | Gökhan Saki        | batte           | Luís Henrique da Silva | KO (pugno)                                  | 1               | 4:45            | POTN            |
|                                 | Pesi piuma            | Teruto Ishihara    | batte           | Rolando Dy             | Decisione unanime (28-27, 28-27, 29-27)     | 3               | 5:00            |                 |
|                                 | Pesi mosca            | Jussier Formiga    | batte           | Ulka Sasaki            | Sottomissione (rear-naked choke)            | 1               | 4:30            |                 |
| Card Preliminare (Fox Sports 1) |                       |                    |                 |                        |                                             |                 |                 |                 |
|                                 | Pesi welter           | Keita Nakamura     | batte           | Alex Morono            | Decisione non unanime (29-28, 28-29, 29-28) | 3               | 5:00            |                 |
|                                 | Pesi paglia femminili | Shuri Kondō        | batte           | Jeon Chan-mi           | Decisione non unanime (28-29, 30-27, 30-27) | 3               | 5:00            |                 |
|                                 | Pesi welter           | Shinshō Anzai      | batte           | Luke Jumeau            | Decisione unanime (29-28, 29-28, 30-27)     | 3               | 5:00            |                 |
|                                 | Pesi welter           | Daichi Abe         | batte           | Lim Hyun-gyu           | Decisione unanime (29-28, 29-28, 29-28)     | 3               | 5:00            |                 |

## Premi
I lottatori premiati ricevettero un bonus di 50.000 dollari.
Legenda:
- FOTN: Fight of the Night (vengono premiati entrambi gli atleti per il miglior incontro dell'evento)
- POTN: Performance of the Night (viene premiato il vincitore per la migliore performance dell'evento)